# العلاقات البوتانية الصربية
العلاقات البوتانية الصربية هي العلاقات الثنائية التي تجمع بين بوتان وصربيا.

## مقارنة بين البلدين
هذه مقارنة عامة ومرجعية للدولتين:
| وجه المقارنة                                              | بوتان          | صربيا                                                      |
| --------------------------------------------------------- | -------------- | ---------------------------------------------------------- |
| المساحة (كم2)                                             | 38.39 ألف      | 88.36 ألف                                                  |
| عدد السكان (نسمة)                                         | 807.61 ألف     | 7.02 مليون                                                 |
| الكثافة السكانية (ن./كم²)                                 | 21.04          | 79.45                                                      |
| العاصمة                                                   | تيمفو          | بلغراد                                                     |
| اللغة الرسمية                                             | لغة دزونكا     | اللغة الصربية                                              |
| العملة                                                    | نغولترم بوتاني | دينار صربي                                                 |
| الناتج المحلي الإجمالي (بليون دولار)                      | 2.51 مليار     | 41.43 مليار                                                |
| الناتج المحلي الإجمالي (تعادل القوة الشرائية) بليون دولار | 6.49 مليار     | 100.13 مليار                                               |
| الناتج المحلي الإجمالي الاسمي للفرد دولار أمريكي          | 2.66 ألف       | 5.24 ألف                                                   |
| الناتج المحلي الإجمالي للفرد دولار أمريكي                 | 7.82 ألف       | 13.59 ألف                                                  |
| مؤشر التنمية البشرية                                      | 0.605          | 0.771                                                      |
| رمز المكالمات الدولي                                      | +975           | +381                                                       |
| رمز الإنترنت                                              | .bt            | .rs، .срб ‏                                                 |
| المنطقة الزمنية                                           | ت ع م+06:00    | توقيت وسط أوروبا، ت ع م+01:00، ت ع م+02:00، أوروبا/بلغراد ‏ |

## منظمات دولية مشتركة
يشترك البلدان في عضوية مجموعة من المنظمات الدولية، منها:
| علم المنظمة | اسم المنظمة                        | تاريخ انضمام بوتان | تاريخ انضمام صربيا |
| ----------- | ---------------------------------- | ------------------ | ------------------ |
|             | مؤسسة التنمية الدولية              | 28 سبتمبر 1981     | 25 فبراير 1993     |
|             | يونسكو                             | 13 أبريل 1982      | 20 ديسمبر 2000     |
|             | وكالة ضمان الاستثمار متعدد الأطراف | 21 أكتوبر 2014     | 19 مارس 1993       |
|             | الأمم المتحدة                      | 21 سبتمبر 1971     | 1 نوفمبر 2000      |
|             | الاتحاد البريدي العالمي            | ?                  | ?                  |
|             | البنك الدولي للإنشاء والتعمير      | 28 سبتمبر 1981     | 25 فبراير 1993     |
|             | الاتحاد الدولي للاتصالات           | 15 سبتمبر 1988     | 1 يونيو 2001       |
|             | منظمة حظر الأسلحة الكيميائية       | ?                  | ?                  |
|             | مؤسسة التمويل الدولية              | 1 ديسمبر 2003      | 25 فبراير 1993     |
|             | منظمة الشرطة الجنائية الدولية      | ?                  | ?                  |

## وصلات خارجية
- موقع وزارة الخارجية البوتانية
- موقع وزارة الخارجية الصربية